# 태양기계
태양기계 주식회사는 경기도 화성시에 본사를 둔 자동차 부품 기업이다.자동차부품 및 산업기계, 공작기계의 제조업 및 판매업을 주요사업으로 영위하고 있다.

## 역사 및 현황
1988년에 설립되었으며, 2013년 7월 1일에 코넥스 시장에 최초로 상장하였다.

### 내용주
1. ↑  두원정공의 현직 대표이사